# Euchlaenidia macallia
Euchlaenidia macallia är en fjärilsart som beskrevs av William Schaus 1933. Euchlaenidia macallia ingår i släktet Euchlaenidia och familjen björnspinnare. Inga underarter finns listade i Catalogue of Life.